# Amphineurus (Amphineurus) perarmatus
Amphineurus (Amphineurus) perarmatus is een tweevleugelige uit de familie steltmuggen (Limoniidae). De soort komt voor in het Australaziatisch gebied.